# Federația Filipineză de Fotbal
Federația Filipineză de Fotbal este corpul guvernator principal al Filipinezilor.